# Alberto Baldovino
Alberto Baldovino (13 avril 1917 – 23 mai 1997) est un footballeur péruvien qui évoluait au poste d'attaquant.

## Biographie
Alberto Baldovino commence sa carrière très jeune, à 15 ans, dans les rangs de l'Alianza Frigorífico de la ligue de Callao d'où son surnom de El Pibe (« le jeune ») qui l'accompagnera toute sa vie. En 1935, il rejoint le Sport Boys et devient champion du Pérou la même année. Après un passage par l'Universitario de Deportes entre 1936 et 1938, il revient au Sport Boys et y joue jusqu'en 1945 et a la possibilité de remporter un deuxième championnat du Pérou en 1942.
Entre 1946 et 1952, il émigre à l'étranger afin de jouer au Venezuela, au Deportivo Español, suivi du Mexique, au CD Veracruz, entre 1948 et 1949. C'est au sein de ce dernier club qu'il retrouve ses compatriotes Rufino Lecca, Leopoldo Quiñónez et Grimaldo González. Il poursuit sa carrière au Venezuela jusqu'en 1952 avant de finir sa carrière, une fois rentré au Pérou, en 1958.
Même si Baldovino n'a jamais disputé de match avec l'équipe du Pérou, il fait partie du groupe champion d'Amérique du Sud en 1939.

## Palmarès
| Sport Boys - Championnat du Pérou (2) : - Champion : 1935 et 1942. |  | Pérou - Championnat sud-américain (1) : - Vainqueur : 1939. |